# Mitchell Docker
Mitchell Docker (* 2. Oktober 1986 in Melbourne, Victoria) ist ein australischer Radrennfahrer.
Docker fuhr von 2006 bis 2008 beim australischen UCI Continental Team Drapac Porsche und gewann für diese Mannschaft 2007 eine Etappe der Tour de Hokkaidō und 2008 eine Etappe der Tour of East Java. Daraufhin wechselte er zur Saison 2009 zum niederländischen UCI Professional Continental Team Skil-Shimano und gewann 2010 je eine Etappe der Delta Tour Zeeland sowie der Route du Sud. Beim Klassiker Gent–Wevelgem wurde er 2011 Sechster.
Ab der Saison 2012 wurde er vom neu gegründeten UCI ProTeam Orica GreenEdge verpflichtet. Für diese Mannschaft und seit 2018 für das amerikanische Team EF Education First-Drapac powered by Cannondale bestritt und beendete er seitdem mehrere Grand Tours. Er bestritt mit Paris–Roubaix 2021 sein letztes internationales Straßenrennen, welches er nicht beendete. Er bestreitet weiterhin Mountainbike- und Gravelrennen.

## Erfolge
2007
- eine Etappe Tour de Hokkaidō

2008
- eine Etappe Tour of East Java

2010
- eine Etappe Delta Tour Zeeland
- eine Etappe Route du Sud

2014
- Mannschaftszeitfahren Giro d’Italia

## Grand-Tour-Platzierungen
| Grand Tour            | 2012 | 2013 | 2014 | 2015 | 2016 | 2017 | 2018 | 2019 | 2020 |
| --------------------- | ---- | ---- | ---- | ---- | ---- | ---- | ---- | ---- | ---- |
| Giro d’ItaliaGiro     | –    | –    | DNF  | –    | –    | –    | 131  | –    | –    |
| Tour de FranceTour    | –    | –    | –    | –    | –    | –    | –    | –    | –    |
| Vuelta a EspañaVuelta | 166  | 135  | 147  | DNF  | –    | –    | 151  | 122  | 132  |